# Im Pergamon-Museum
Im Pergamon-Museum ist ein Dokumentarfilm des DEFA-Studios für Wochenschau und Dokumentarfilme von Jürgen Böttcher aus dem Jahr 1962.

## Handlung
Das Filmteam besucht das Pergamonmuseum auf der Museumsinsel in Berlin. Die Kamera zeigt mehr die Besucher aus aller Welt als die ausgestellten Schätze. In den Gesichtern kann man das Erstaunen über die Schönheit und Anmut der antiken Skulpturen erkennen. Alle Altersgruppen sind vertreten, vom Kind bis zum Greis, und sie kommen einzeln oder in Gruppen. Natürlich sind auch Prachtstücke des Museums wie der Pergamonaltar und das babylonische Ischtar-Tor zu sehen, doch in erster Linie geht es um die Menschen und ihre Reaktionen. Die Bilder sprechen für sich, so dass der Film fast ohne Kommentar auskommt.

## Produktion
Im Pergamon-Museum wurde unter dem Arbeitstitel Lebendige Vergangenheit als Schwarzweißfilm im Auftrag des Ministeriums für Auswärtige Angelegenheiten der DDR gedreht und mit Texten von Jens Gerlach und Dieter Mendelsohn besprochen. Die Premiere fand im Jahr 1962 statt.